# آلکتاس پاناگولیاس
آلکتاس پاناگولیاس (یونانی: Αλκέτας 'Άλκης' Παναγούλιας؛ ۳۰ مهٔ ۱۹۳۴ – ۱۸ ژوئن ۲۰۱۲) بازیکن و مربی فوتبال اهل یونان بود.
از باشگاه‌هایی که در آن بازی کرده‌است می‌توان به باشگاه فوتبال آریس سالونیک اشاره کرد.